# Mesochorus pectinatus
Mesochorus pectinatus är en stekelart som beskrevs av Győző Szépligeti 1901.
Mesochorus pectinatus ingår i släktet Mesochorus och familjen brokparasitsteklar. Inga underarter finns listade i Catalogue of Life.